# Paul Hornung
Paul Hornung (Louisville, 23 december 1935 - 13 november 2020)  was een Amerikaans American football-running back. Hij speelde van 1953 tot 1956 college football voor de Universiteit van Notre Dame, waar hij in 1956 de Heisman Trophy won. Hornung speelde tien seizoenen in de National Football League voor de Green Bay Packers en New Orleans Saints. Hornung won de Heisman Trophy, werd geselecteerd in de NFL Draft en won als een van de weinigen de Most Valuable Player Award van de NFL.

## Universitaire carrière
Hornung speelde in zijn juniorjaar als halfback en safety. Hij eindigde als vierde in het land met een totaal van 1215 yards en zes touchdowns. Hornung werd in 1955 gezien als de beste speler van het land en kreeg hierdoor de bijnaam "The Golden Boy". Hij won de Heisman Trophy in 1956. Hornung was een zeer flexible speler: hij speelde als quarterback en kon zeer goed passen, blokken en tackelen. Velen zagen Hornung als de beste allround footballspeler in de geschiedenis. In het seizoen 1956 leidde hij het team in  passen, rushing, scoren en kick-off- en punt-returns. Hornung speelde ook nog eens in de verdediging en leidde het team in onderbroken passes en onderschepte passes; hij stond tweede op de ranglijst met succesvolle tackles.
Hornung speelde tijdens zijn tijd op de universiteit ook nog basketbal.

## Professionele carrière
Nadat hij was afgestudeerd, werd Hornung als eerste gekozen in de NFL Draft van 1957. Hij werd gekozen door de Green Bay Packers, waarmee hij tijdens zijn carrière vier kampioenschappen en een Super Bowl zou winnen.
Hornung had een zeer succesvolle carrière en werd in 1961 verkozen tot waardevolste speler. Hornung leidde de competitie drie jaar achter elkaar (1959-1961) in gescoorde touchdowns. Ook zette hij een record voor het meeste aantal punten, een record dat stond tot 2006 toen LaDainian Tomlinson het verbrak na 30 rushing touchdowns te hebben gescoord. Hornung werd twee keer verkozen tot All-Pro en mocht ook twee keer in de Pro Bowl spelen.
Hornung stopte in 1967 met football vanwege een nekblessure. Hij zou dat seizoen nog spelen voor de Saints maar besloot om het contract te ontbinden.
Hornung werd in 1985 toegelaten tot de College Football Hall of Fame en een jaar later de Pro Football Hall of Fame. In 1990 werd hij toegelaten tot de Wisconsin Athletic Hall of Fame.

## Privéleven
Hornung werd in 1963 voor een jaar geschorst nadat gebleken was dat hij en een andere sterspeler, Alex Karas, op wedstrijden hadden gegokt en deze mogelijk zo hadden beïnvloed.
Hij leed zijn laatste jaren aan dementie en overleed op 84-jarige leeftijd. Hornung is begraven in zijn geboorteplaats aan de Cave Hill.